# 래칫 (트랜스포머)

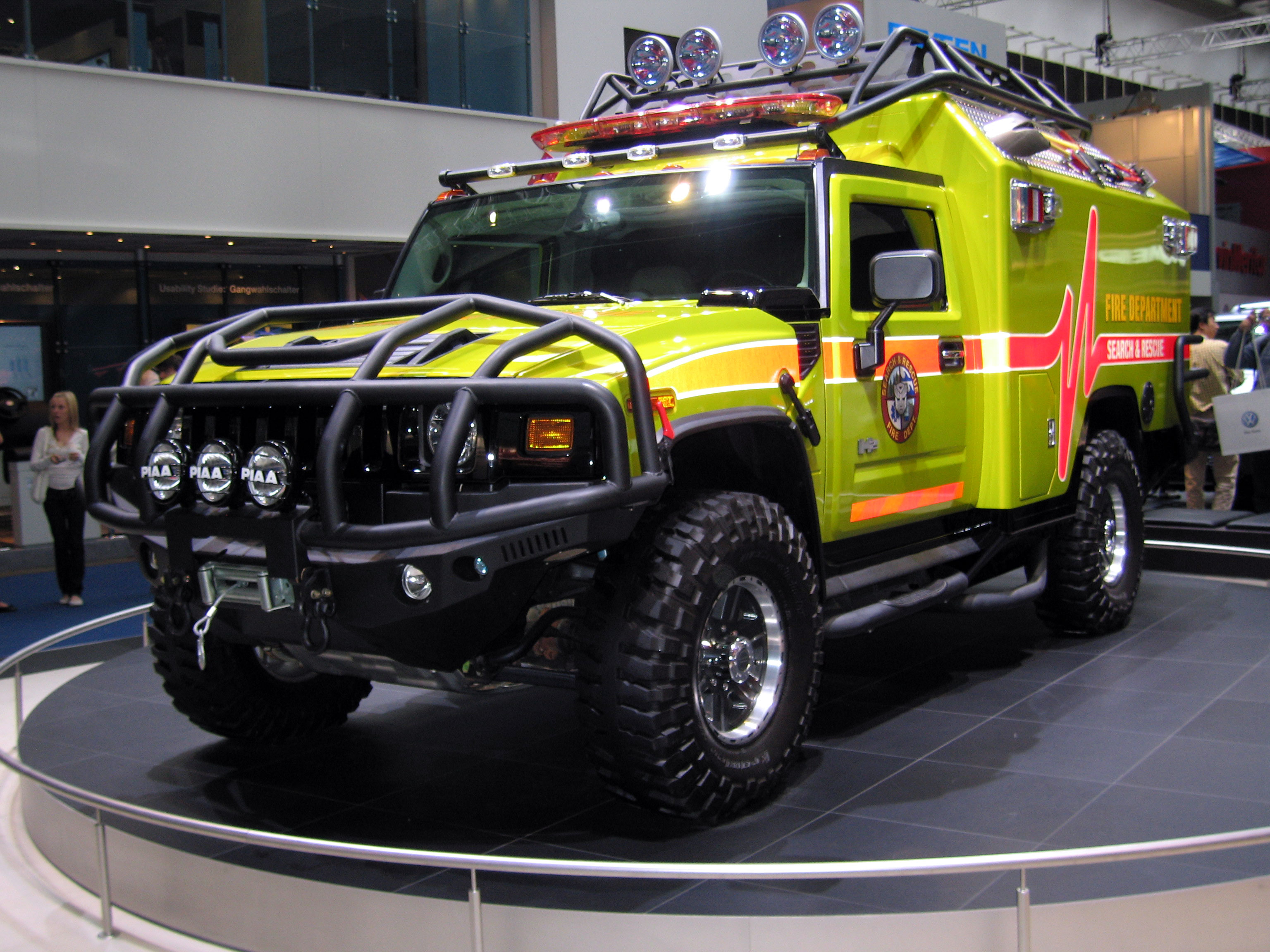
트랜스포머 실사영화 시리즈의 라쳇 (비클 모드)

트랜스포머 프랜차이즈에서 등장하는 라쳇 (Ratchet)은 여러 캐릭터이며 오토봇 소속 캐릭터이다. 다중우주 설정으로 다른 세계관, 다른 트랜스포머 작품의 라쳇도 등장하나 다른 인물들이다.

## 상세
오토봇 군의관, 과학자 설정이며 원작 애니메이션 세계관에서는 휠잭 조수로 등장하였으며 트랜스포머: 더 무비에서 메가트론이 이끄는 디셉티콘 군단에 공격을 받아 아이언하이드와 함께 사망한다. 실사영화 세계관에서는 오토봇 지휘자였으며 허머 H2 로 변형한다. 트랜스포머 애니메이티드에서는 정비공이자 고참병으로 등장하며 작품에서 락다운 쓰러뜨리는 캐릭터로 나온다.
얼라인드 세계관에서는 엔지니어이자 과학자로 등장한다. 애니메이션 트랜스포머 프라임에서는 I needed that!이라는 말개그를 사용한다.

## 성우
- 트랜스포머 G1 - 돈 메식
- 트랜스포머 실사영화 시리즈 - 로버트 폭스워스
- 트랜스포머 애니메이티드 - 코리 버튼
- 트랜스포머: 워 포 사이버트론, 트랜스포머: 폴 오브 사이버트론 - 프레드 태터쇼어
- 트랜스포머 프라임, 트랜스포머 로봇 인 디스가이즈 - 제프리 콤스